# Musaranya siberiana de dents grosses
La musaranya siberiana de dents grosses (Sorex daphaenodon) és una espècie de mamífer de la família de les musaranyes que es troba al nord-est d'Àsia (des de Mongòlia fins a l'extrem oriental de Rússia i un petita àrea de Corea del Nord).